# Kasija
Kasija (lat. Cassia), rod mahunarki dio podtribusa Cassiinae. Postoji tridesetak vrsta, grmova i drveća u tropskim krajevima Afrike, Amerike, Azije i Australije

## Vrste
World Plants (Complete List):
1. Cassia abbreviata Oliv.
2. Cassia afrofistula Brenan
3. Cassia angolensis Welw. ex Hiern
4. Cassia arereh Delile
5. Cassia artensis (Montrouz.) Beauvis.
6. Cassia aubrevillei Pellegr.
7. Cassia bakeriana Craib
8. Cassia brewsteri (F.Muell.) F.Muell. ex Benth.
9. Cassia burttii Baker f.
10. Cassia cowanii H.S.Irwin & Barneby
11. Cassia fastuosa Willd. ex Vogel
12. Cassia ferruginea (Schrad.) DC.
13. Cassia fikifiki Aubrév. & Pellegr.
14. Cassia fistula L.
15. Cassia grandis L.f.
16. Cassia hintonii Sandwith
17. Cassia hippophallus Capuron
18. Cassia javanica L.
19. Cassia johannae Vatke
20. Cassia lancangensis Y.Y.Qian
21. Cassia leiandra Benth.
22. Cassia leptophylla Vogel
23. Cassia mannii Oliv.
24. Cassia midas H.S.Irwin & Barneby
25. Cassia moschata Kunth
26. Cassia mystacicarpa Rizzini & Heringer
27. Cassia psilocarpa Welw.
28. Cassia queenslandica C.T.White
29. Cassia roxburghii DC.
30. Cassia rubriflora Ducke
31. Cassia sieberiana DC.
32. Cassia spruceana Benth.
33. Cassia swartzioides Ducke
34. Cassia thyrsoidea Brenan
35. Cassia ×nealiae H.S.Irwin & Barneby
36. Cassia ×regia Standl.

## Vanjske poveznice
- Separation of the genera in the subtribe Cassiinae (Leguminosae: Caesalpinioidae) using molecular markers